# The Studio Albums 1978-1991
The Studio Albums 1978-1991 è un cofanetto dei Dire Straits pubblicato nel 2013 in formato LP e poi ripubblicato il 9 ottobre 2020 in formato CD. Il box comprende i sei album in studio del gruppo inglese.

## Album
LP
- 1978 – Dire Straits
- 1979 – Communiqué
- 1980 – Making Movies
- 1982 – Love over Gold
- 1985 – Brothers in Arms (doppio LP)
- 1991 – On Every Street (doppio LP)

CD
- 1978 – Dire Straits
- 1979 – Communiqué
- 1980 – Making Movies
- 1982 – Love over Gold
- 1985 – Brothers in Arms
- 1991 – On Every Street